# Aleisha Allen
Aleisha Allen (* 28. April 1991 in New York City) ist eine US-amerikanische Schauspielerin.

## Leben
Bereits als Kind trat Aleisha Allen in mehreren Werbespots auf. Mit sechs Jahren spielte sie in der Kinderserie Blue’s Clues – Blau und schlau mit. 2003 war sie mit 12 Jahren neben Miranda Cosgrove und Jack Black in der Filmkomödie School of Rock zu sehen. Dafür wurde sie bei den MTV Movie Awards und den Young Artist Awards nominiert. Ihren Durchbruch schaffte sie 2005 mit dem Film Sind wir schon da?, wofür sie bei den Young Artist Awards 2006 für den Award als Beste Nebendarstellerin in einem Spielfilm nominiert wurde. 2007 wirkte sie in dessen Fortsetzung Sind wir endlich fertig? mit.

## Filmografie (Auswahl)
- 1996: Blue’s Clues – Blau und schlau (Blue’s Clues, Fernsehserie)
- 1998: Out of the Box (Fernsehserie)
- 1999: The Best Man
- 2001: Elmo’s Magic Cookbook
- 2003: School of Rock
- 2005: Sind wir schon da? (Are We There Yet?)
- 2007: Sind wir endlich fertig? (Are We Done Yet?)